# Lago Moraine
Il lago Moraine (in francese Lac Moraine; in inglese Moraine Lake) è un lago glaciale canadese che si trova nel parco nazionale Banff in Alberta.
Si trova nella valle dei Dieci Picchi a una quota di circa 1884 m s.l.m..
La superficie del lago è di 0,5 km².
Il lago è caratterizzato da un tipico colore tra il blu e il verde, risultante dalla rifrazione della luce sulle minuscole particelle di roccia che si riversano nel lago a seguito dei movimenti dei ghiacciai. Anche per l'altitudine alla quale si trova, le acque del lago si scongelano verso il mese di giugno e sul finire del mese il livello dell'acqua raggiunge il suo massimo.
Il lago è rinomato non solo per i panorami pittoreschi che offre, ma anche per i percorsi escursionistici che sono stati creati intorno al lago. La classica vista lungo la morena che riprende i picchi alle spalle del lago è stata anche immortalata sulla banconota da 20 dollari canadesi nella serie Scenes of Canada emessa dal 1969 al 1986.